# Seisyll ap Clydog
Seisyll ap Clydog est roi de Ceredigion puis de Seisyllwg vers la fin du VIIe siècle et le début du VIIIe siècle.

## Biographie
Seisyll ap Clydog règne sur le royaume de Ceredigion, lorsque dans la seconde partie du VIIIe siècle il envahit le royaume de Dyfed et prend le contrôle de plusieurs cantrefi nommés collectivement « Ystrad Tywi ». Il donne à son nouveau domaine qui couvre le futur Cardiganshire et une grande partie du Carmarthenshire son propre nom Seisyllwg et forme ainsi la base du futur royaume de Deheubarth 
La durée du règne de Seisyll ap Clydog est inconnue mais, du fait de son activité, on l'estime à 30 ans environ vers 760-790. En fait, l'existence de ce roi n'est évoquée que par les mentions faites par son fils Arthgen ap Seisyll, mort en 807  et ses prédécesseurs sont uniquement connus par les listes généalogiques.

## Source
- (en) Mike Ashley Bristish Kings & Queens Robinson (Londres 1998)  (ISBN 1841190969) « Seisyll ap Clydog » p. 132.